# Eleição municipal de Santos em 2008
A eleição municipal de Santos em 2008 ocorreu em 5 de outubro com o objetivo de eleger um prefeito, um vice-prefeito e 21 vereadores no município de Santos, no Estado de São Paulo, Brasil. O candidato à prefeitura João Paulo Tavares Papa, do PMDB, foi reeleito no primeiro turno com 77,22% dos votos válidos, tendo como vice Carlos Teixeira Filho, do PSDB. O prefeito disputou com Maria Lúcia Prandi (PT), Eneida Koury (PSOL), Mariângela Duarte (PSB) e Natan Kogos (PRTB). O candidato para vereador mais votado foi a ex-prefeita da cidade, Telma de Souza, com 20.631 dos votos. (8,47% dos votos válidos).

## Candidatos[3]
| Candidatos a prefeito        | Candidatos a vice-prefeito  | Número | Coligação                                                                                                |
| ---------------------------- | --------------------------- | ------ | --- |
| João Paulo Tavares Papa PMDB | Carlos Teixeira Filho PSDB  | 15     | União Por Santos (PMDB, PSDB, PTB, PDT, PPS, PCdoB, PV, PMN, PR, PSC, PTN, PSL, PRP, PTC, PSDC, PRB, PP) |
| Maria Lúcia Prandi PT        | Professor Daniel Vasquez PT | 13     | (PT, PTdoB)                                                                                              |
| Eneida Figuereido Koury PSOL | Jeffer Castelo Branco PSOL  | 50     | PSOL (sem coligação)                                                                                     |
| Mariângela Duarte PSB        | Vicente Leme DEM            | 40     | (PSB, DEM)                                                                                               |
| Natan Kogos PRTB             | Mariano PRTB                | 28     | PRTB (sem coligação)                                                                                     |